# Washington Wizards 2009-2010
La stagione 2009-10 dei Washington Wizards fu la 49ª nella NBA per la franchigia.
I Washington Wizards arrivarono quinti nella Southeast Division della Eastern Conference con un record di 26-56, non qualificandosi per i play-off.

## Roster
| N° | Naz.                   | Ruolo | Sportivo          | Anno | Alt. | Peso |
| -- | ---------------------- | ----- | ----------------- | ---- | ---- | ---- |
| 0  | Stati Uniti (bandiera) | G     | Gilbert Arenas    | 1982 | 191  | 87   |
| 1  | Stati Uniti (bandiera) | G     | Nick Young        | 1985 | 198  | 91   |
| 2  | Stati Uniti (bandiera) | G     | Shaun Livingston  | 1985 | 201  | 83   |
| 2  | Stati Uniti (bandiera) | G     | DeShawn Stevenson | 1981 | 196  | 95   |
| 3  | Stati Uniti (bandiera) | A     | Caron Butler      | 1980 | 201  | 98   |
| 3  | Stati Uniti (bandiera) | G     | Quinton Ross      | 1981 | 198  | 88   |
| 4  | Stati Uniti (bandiera) | A     | Antawn Jamison    | 1976 | 203  | 101  |
| 5  | Stati Uniti (bandiera) | GA    | Josh Howard       | 1980 | 201  | 95   |
| 5  | Stati Uniti (bandiera) | A     | Dominic McGuire   | 1985 | 206  | 100  |
| 6  | Stati Uniti (bandiera) | A     | Mike Miller       | 1980 | 203  | 99   |
| 7  | Stati Uniti (bandiera) | A     | Andray Blatche    | 1986 | 211  | 107  |
| 9  | Stati Uniti (bandiera) | C     | Paul Davis        | 1984 | 211  | 122  |
| 9  | Stati Uniti (bandiera) | G     | Cedric Jackson    | 1986 | 191  | 87   |
| 12 | Stati Uniti (bandiera) | G     | Earl Boykins      | 1976 | 165  | 61   |
| 13 | Stati Uniti (bandiera) | G     | Mike James        | 1975 | 188  | 85   |
| 14 | Stati Uniti (bandiera) | A     | Al Thornton       | 1983 | 203  | 100  |
| 15 | Stati Uniti (bandiera) | G     | Randy Foye        | 1983 | 193  | 95   |
| 20 | Stati Uniti (bandiera) | A     | Cartier Martin    | 1984 | 201  | 100  |
| 21 | Argentina (bandiera)   | A     | Fabricio Oberto   | 1975 | 208  | 111  |
| 22 | Stati Uniti (bandiera) | A     | James Singleton   | 1981 | 203  | 98   |
| 24 | Stati Uniti (bandiera) | G     | Alonzo Gee        | 1987 | 198  | 100  |
| 33 | Stati Uniti (bandiera) | A     | Mike Harris       | 1983 | 198  | 109  |
| 33 | Stati Uniti (bandiera) | C     | Brendan Haywood   | 1979 | 213  | 122  |
| 34 | Stati Uniti (bandiera) | C     | JaVale McGee      | 1988 | 213  | 108  |

## Staff tecnico
- Allenatore: Flip Saunders
- Vice-allenatori: Randy Wittman, Don Zierden, Sam Cassell, Wes Unseld jr., Ryan Saunders, Mike Wells, Gene Banks
- Preparatore fisico: Drew Cleary
- Preparatore atletico: Eric Waters